# 俞钟骆
俞钟骆（？—？），字詠华，江苏丹徒人，中华民国律师，中华人民共和国中央人民政府最高人民法院委员。

## 生平
民国11年（1922年）11月，俞钟骆加入上海律师公会。1936年11月23日凌晨，全国各界救国联合会的沈钧儒、王造时、章乃器、邹韬奋、李公朴和沙千里分别被上海公共租界巡捕房巡警逮捕。事发后，沈钧儒之子赶到沈钧儒律所的合伙人张耀曾家求助。救国会负责人、上海律师潘震亚也到正诚律师事务所托付俞钟骆、李文杰律师。当天早8时，张耀曾、李文杰等人赶到法院，张志让、鄂森、蔡六乘等律师也在场。救国会七君子被捕消息披露后，上海律师公会召开紧急会议，组成了二十余人的律师团，上海律师公会候补执行委员俞钟骆等知名大律师都是律师团成员。1937年，俞钟骆担任救国会七君子案辩护律师，与张志让、俞承修共同为史良辩护。
中华人民共和国成立后，1949年10月19日中央人民政府委员会第三次会议通过任命，任命俞钟骆为中央人民政府最高人民法院委员。后任中华人民共和国最高人民法院顾问。1957年，在反右运动中，俞钟骆被打成“右派分子”。截至1957年9月24日，中国政治法律学会召集的法学界座谈会共举行41次会议，会上先后揭发和批驳了钱端升、楼邦彦、俞钟骆、杨玉清、陈体强等一批“右派分子”的“反党反社会主义谬论”。

## 著作
- 俞钟骆、吴学鹏，国民政府统一解释法令汇编，上海：上海律师公会，1932年
- 俞钟骆、吴学鹏，国民政府统一解释法令汇编续编，上海：上海律师公会，1933年
- 俞钟骆、吴学鹏，国民政府统一解释法令汇编续编（第二集），上海：上海律师公会，1934年

## 家庭
- 次女：王海纹（1924年—1941年），原名俞中和，上海人，1940年自上海启秀中学毕业，受姐姐王海波（中共地下党员）影响，参加抗日戏剧演出。后辗转抵达苏北抗日根据地，进入鲁艺戏剧系学习，任女生班副班长。曾在《重庆二十四小时》中饰“孔二小姐”。1941年7月，日军对盐阜区根据地发动第一次大“扫荡”，王海纹随队转移，在北秦庄（今建湖县庆丰镇境内）遇难，年仅18岁[5]。